# Schloss Albrechtsdorf (Olbrachtowice)

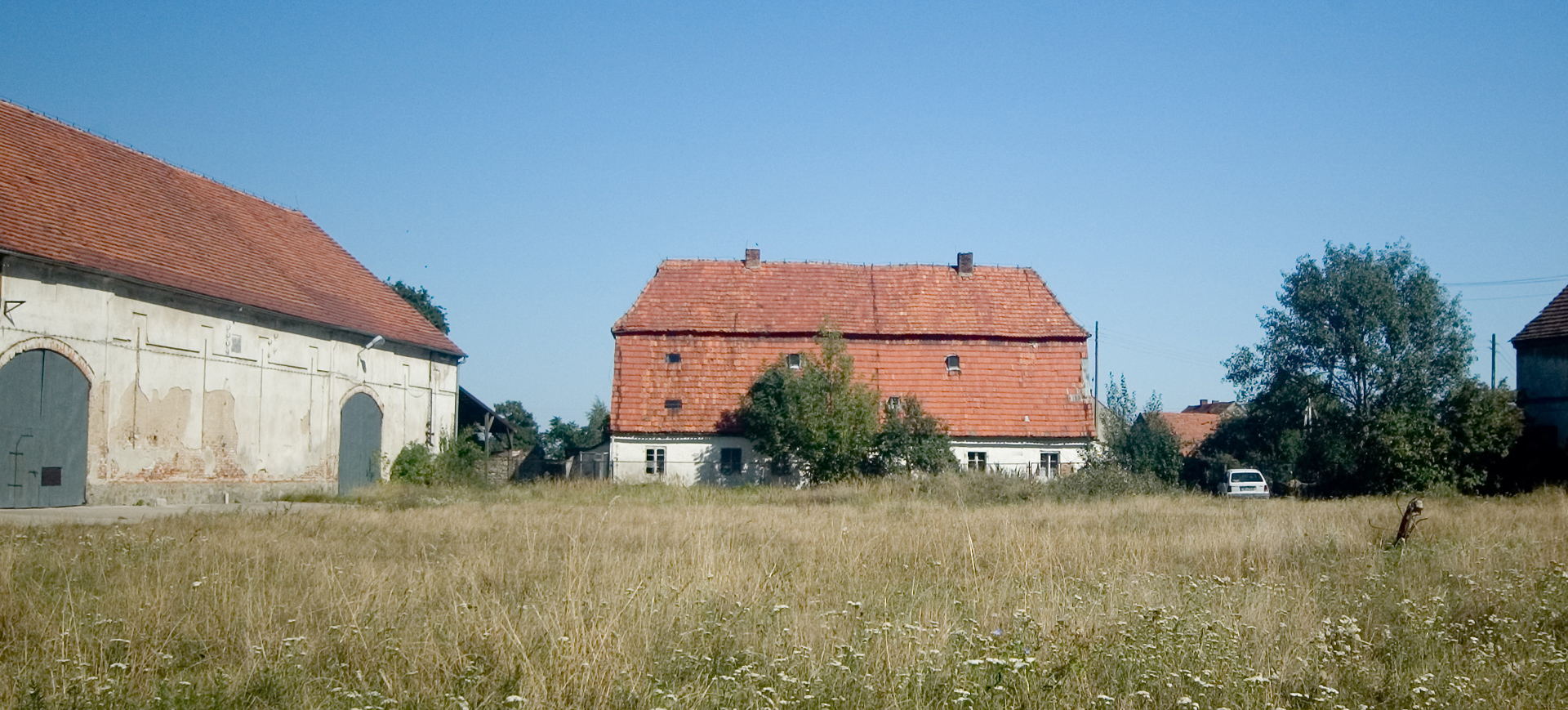
Erhaltene Nebengebäude

Schloss Albrechtsdorf (polnisch Pałac Olbrachtowice) war ein Schloss in Olbrachtowice (deutsch Albrechtsdorf) in der Landgemeinde Sobótka im Powiat Wrocławski (Kreis Breslau) in der Woiwodschaft Niederschlesien in Polen.

## Geschichte
Ferdinand von Fürst und Kupferberg ließ 1736 über erhaltenen Kellern eines Vorgängerbaus ein Schloss mit zweigeschossigem, siebenachsigem Mittelbau und zwei eingeschossigen und siebenachsigen Seitenflügeln errichten. Die Mittelachse wird durch einen geschweiften Giebel mit Uhr und Glocke betont. Die Kellergewölbe im Mittelbau deuten auf einen mittelalterliche Vorgängerbau hin.
Von 1925 bis 1926 wurde das Schloss gründlich umgebaut, wobei die Seitenflügel etwas vorgezogen wurden und gebrochene Dächer erhielten. Als nach dem Zweiten Weltkrieg der größte Teil Schlesiens 1945 an Polen fiel, wurde das Schloss bis auf erhaltene Fundamente zerstört. Der Schlosspark ist verwildert, ein Nebengebäude des Schlossensembles ist erhalten.
Bis 1945 war Schloss Albrechtsdorf im Familiensitz von Werner Sieg und Melitta Sieg, geborene von Levetzow.

## Baubeschreibung
Das Schloss bestand aus einem siebenachsigen, zweigeschossigen Mitteltrakt und zwei sechsachsigen eingeschossigen Flügelbauten. Der Hauptbau hatte einen betonten Mittelrisalit. Die Bekrönung der Mittelachse bildete ein geschweifter Giebel mit Uhr.